# Clibadium leiocarpum
Clibadium leiocarpum là một loài thực vật có hoa trong họ Cúc. Loài này được Steetz mô tả khoa học lần đầu tiên vào năm 1854.